# 사회주의핵심가치관

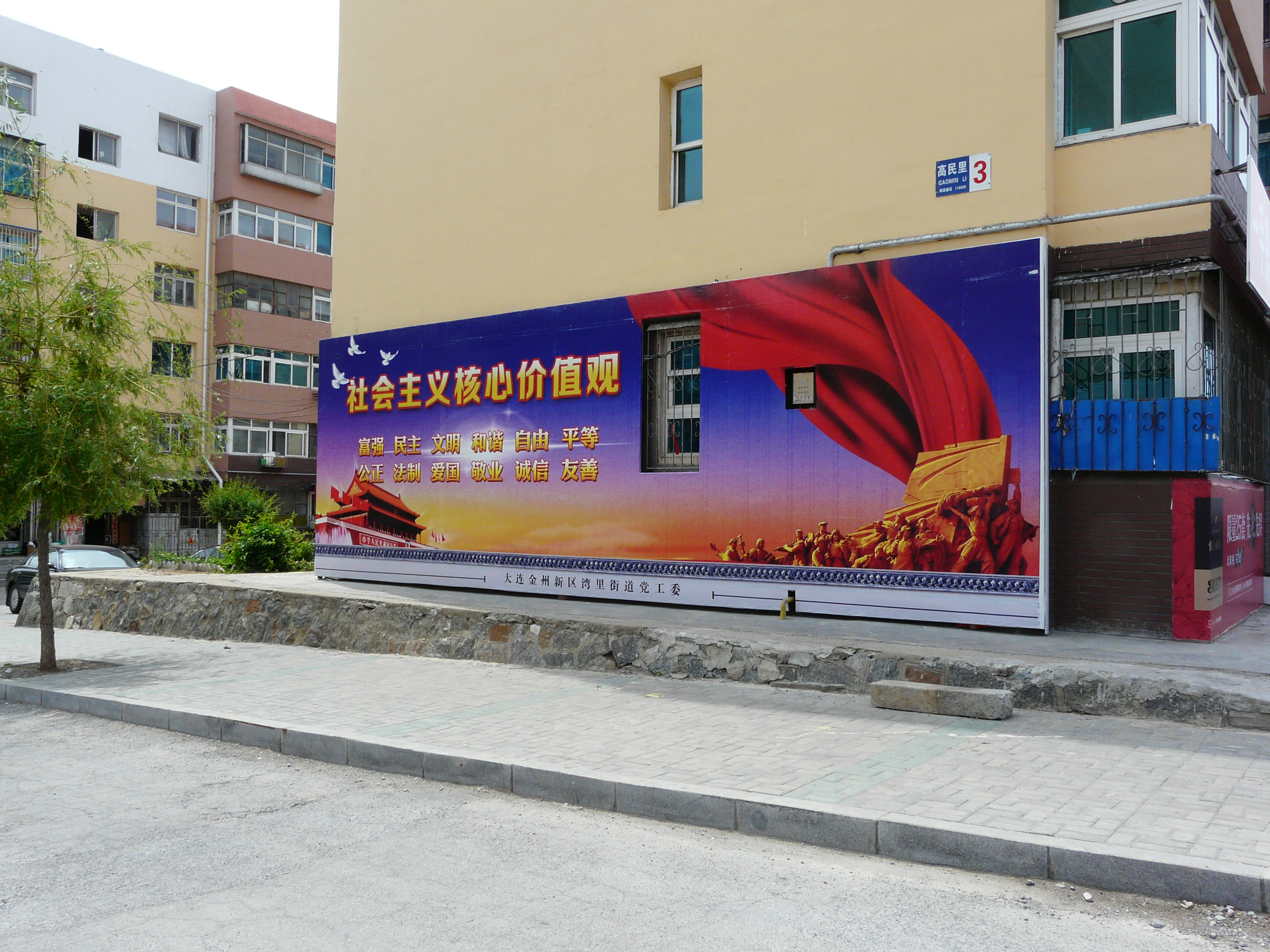
다롄시에 있는 사회주의핵심가치관을 선전하는 포스터

사회주의핵심가치관(社會主義核心價值觀, 중국어: 社会主义核心价值观, 영어: Core Socialist Values)은 2012년 중국 공산당 제18차 전국대표대회에서 채택된 중국식 사회주의의 새로운 공식적 가치관이다. 이때 이와 관련 시진핑은 이렇게 말했다.
우리 13억 인민과 8,200만 공산당원 그리고 해외에 사는 중국인들이 합의를 이룰 수 있으면 강력한 힘을 구축할 것이다. (중략) 우리는 다른 배경과 다른 직업을 가진 다른 장소, 다른 계층에 사는 사람들이 다르게 생각한다는 것을 알아야 한다. 고로 우리는 우리가 합의를 어디서 찾을 수 있는지, 어디서 우리는 계속 이끌어야 할 차이들을 허락할 수 있는지 생각해야한다.

## 내용
社会主义核心价值观/社會主義核心價值觀

富强、民主、文明、和谐
自由、平等、公正、法治
爱国、敬业、诚信、友善

- 국가 가치관 : 부강, 민주, 문명, 화해(화목하게 어울림)
- 사회 가치관 : 자유, 평등, 공정, 법치
- 개인 가치관 : 애국, 경업(직업정신), 성신(성실과 신용), 우선(사이가 좋다. 다정하다. 의좋다)

## 같이 보기
- 중국몽
- 팔영팔치
- 시진핑 신시대 중국 특색 사회주의 사상
- 삼민주의